# Rosa Scolnik
Rosa Scolnik (Bahía Blanca, 28 de noviembre de 1906-Córdoba, 14 de marzo de 1979) fue una bióloga, botánica, etnóloga, exploradora, curadora, y profesora argentina.
Desarrolló actividades académicas en la Facultad de Ciencias Exactas, Físicas y Naturales, de la Universidad Nacional de Córdoba.

## Biografía
Realizó extensas expediciones biológicas, y botánicas en Argentina, Bolivia, Colombia, Brasil, Ecuador, Perú. (Participó en la famosa expedición de TIBOR SEKELJ a las selvas de Bolivia-Brasil en 1947-48). Rosa Scolnik y su hermano Jaime Scolnik fueron además médicos "naturistas" y miembros del Movimiento esperantista mundial. Usaban el esperanto como lengua internacional.

## Algunas publicaciones
- rosa Scolnik. 1986. Una bióloga argentina en la selva amazónica. Con Jaime Scolnik. 192 pp.

- -----------------. 1958. La mesa del vegetariano: Libro de alimentación racional. Con Jaime Scolnik. 3ª ed. 183 pp.

- -----------------. 1954. Sinopsis de las especies de Cestrum de Argentina, Chile y Uruguay. Rev. Arg. Agron. 21: 25-32

- -----------------. 1954. Las especies de Cestrum de la Argentina, Chile y Uruguay. Rev. Fac. Ciencias Exactas, Físicas y Naturales 3, Universidad Nacional de Córdoba Facultad de Ciencias Exactas, Físicas y Naturales, 104 pp.

- -----------------. 1947. El fracaso de la medicina. 2ª ed. de Talls. Gráfs. Solá Hnos. y Zampetti, 32 pp.

- -----------------. 1946. La mesa del naturista: alimentación racional y cocinal vegetariana. 2ª ed. 214 pp.

- -----------------. 1946. Cursos elemental de Esperanto: (texto aprobado por la Liga Argentina de Esperanto). 161 pp.

## Honores
Miembro
- Sociedad Argentina de Botánica

### Eponimia
- (Lythraceae) Cuphea scolnikiae Lourteig[4]

- (Orchidaceae) Stelis scolnikiae (Luer & Endara) J.M.H.Shaw[5]

- (Rubiaceae) Arcytophyllum thymifolium var. scolnikii Monach.[6]

- (Solanaceae) Capsicum scolnikianum Hunz.[7]